# Heribert Weber
Heribert Weber (28 de junho de 1955) é um ex-futebolista austríaco. Ele competiu na Copa do Mundo FIFA de 1982, sediada na Espanha, na qual a seleção de seu país terminou na oitava colocação dentre os 24 participantes.

## Títulos
- Campeonato Austríaco (5): 1982, 1983, 1987, 1988, 1994
- Copa da Áustria (4): 1983, 1984, 1985, 1987

## Prêmios individuais
- Futebolista Austríaco do Ano: 1987